# Vriesea kautskyana
Vriesea kautskyana är en gräsväxtart som beskrevs av Edmundo Pereira och Penna. Vriesea kautskyana ingår i släktet Vriesea och familjen Bromeliaceae. Inga underarter finns listade i Catalogue of Life.